# مینگو نیکولوف
مینگو نیکولوف (انگلیسی: Mincho Nikolov؛ زادهٔ ۱۴ سپتامبر ۱۹۵۲) قایقران روئینگ اهل بلغارستان است.